# Wąchabno (wieś w województwie wielkopolskim)
Wąchabno – wieś w Polsce położona w województwie wielkopolskim, w powiecie wolsztyńskim, w gminie Siedlec.

## Historia
Wieś pierwotnie związana była z Wielkopolską. Ma metrykę średniowieczną i istnieje co najmniej od końca XIV wieku. Wymieniona po raz pierwszy w dokumencie zapisanym w 1394 pod nazwą Wachobno, 1408 Wachapno, 1493 Vachawno, Wachabno, 1509 Wachabnye, 1510 Wachbno, 1517 Wanchabnoe, 1530 Vachabno, 1580 Wąchabno.
Miejscowość była wsią królewską leżącą w tenucie Kopanica. W 1394 tenutariuszem kopanickim był Bernard Wierusz z Wieruszowa w ziemi wieluńskiej, który na prośby Mikołaja sołtysa w Wąchabnie odnowił przywilej sołecki we wsi. Potwierdził on sołtysowi 3 łany wolne, karczmę z prawem sprzedaży piwa, jatkę piekarską, a także jaz zbudowany w poprzek jeziora Wąchabienko oraz wolny połów na wszystkich rzekach należących do jego zwierzchności. W dalszej kolejności zatwierdził mu 1/3 dochodów sądowych, a także 30 drzew na barcie miodne. Sołtys miał służyć tak, jak sołtysi innych wsi Wierusza i dawać tenutariuszowi jeden posiłek, a kmieciom dwa posiłki w roku. We wsi miało obowiązywać prawo magdeburskie i łany flamandzkie, a po upływie wolnizny kmiecie mieli płacić rocznie z każdego łanu 3 miary żyta, dwie miary pszenicy, jedną miarę owsa oraz pracować jak inni kmiecie we wsi. W 1493 król Polski Jan Olbracht poświadczył, że tenutariusz kopanicki Florian z Żychlina podkomorzy brzesko-kujawski zapisał żonie Barbarze 500 grzywien oprawy na Kopanicy oraz wsiach Wielka Wieś, Mała Wieś (Kopanica Wielka i Kopanica Mała) oraz na Wąchabnie. W 1509 król Polski Zygmunt Stary zezwolił Barbarze tenutariuszce dóbr królewskich Kopanica wraz z wsiami Wielka Wieś, Mała Wieś i Wąchabno na zapisanie sum, które ma ona oprawione na tych dobrach, swojemu drugiemu mężowi Stanisławowi z Mylina.
Miejscowość odnotowano w historycznych dokumentach prawnych i podatkowych dzięki czemu można odtworzyć obraz stosunków własnościowych i społecznych we wsi. W 1513 tenaturiaszami kopanickimi byli Wojciech i Jan Żychlińscy synowie Floriana zwani także od posiadanych majętności Kopanickimi. W 1513 król Zygmunt Stary zatwierdził dział dóbr między tymi braćmi m.in. wspomniano Kargową, Chwalim i królewską Kopanicę wraz z wsiami, w tym m.in. Wąchabnem. W 1519 król Zygmunt Stary na prośbę arcybiskupa gnieźnieńskiego Jana Łaskiego wyraził zgodę, aby tenże Jan zapisał siostrze Annie 850 florenów węgierskich m.in. na Wąchabnie, która należy do tenuty Kopanica. W 1582 Jan Kuklinowski tenutariusz z Kopanicy pozwał do sądu Stanisława Żychlińskiego z Kargowy o to, że zabrał mu nieprawnie miód z dwóch barci z lasu należącego do Wąchabna.
WIeś odnotowują historyczne regesty podatkowe. W 1510 we wsi było 12 półłanków, w tym 8 półłanków osiadłych i 4 półłanki opuszczone, uprawiane dla pani Barbary tenutariuszki kopanickiej, a także dwóch sołtysów na 1,5 łana oraz karczma. W 1530 miał miejsce pobór podatków od 2 łanów. W 1563 pobór od 1,5 łana, jednego łana sołtysa, karczmy dorocznej. W latach 1565, 1567, 1570 pobory od 1,5 łana, jednego łana sołtysiego, 3 zagrodników, karczmy dorocznej. W 1576 pobór od 1,5 łana, łana sołtysa, jednego zagrodnika, karczmy dorocznej. W 1580 pobór od 3 łanów kmiecych, od 3 kwart roli, 4 zagrodników. W 1581 pobór od 3,5 łana kmiecego, 3 zagrodników wymłóckowych. W 1583 pobór od 3,5 łana oraz 3 zagrodników.
W 1530 miejscowość leżała w powiecie kościańskim Korony Królestwa Polskiego. Do 1408 należała do parafii Niałek Mały, a po tym roku do parafii Kopanica. Pod koniec XVI wieku miejscowość należała do starostwa kopanickiego i leżała w powiecie kościańskim województwa poznańskiego w Rzeczypospolitej Obojga Narodów.
Przy pierwszej numeracji w 1796 r. – 16 domostw oraz owczarnia folwarczna. Dla wsi w 2020 r. sporządzono opis historii wszystkich dawnych zagród, począwszy od 1796 r. do czasów współczesnych.
Po rozbiorach Polski miejscowość wraz z całe Wielkopolską znalazła się w zaborze pruskim. W okresie Wielkiego Księstwa Poznańskiego (1815-1848) miejscowość wzmiankowana jako Wąchabno należała do wsi większych w ówczesnym powiecie babimojskim rejencji poznańskiej. Wąchabno należało do babimojskiego okręgu policyjnego tego powiatu i stanowiło część majątku Wielka wieś, którego właścicielem był Bloch. Według spisu urzędowego z 1837 roku Wąchabno liczyło 165 mieszkańców, którzy zamieszkiwali 27 dymów (domostw). W 1921 roku stacjonowała tu placówka 17 batalionu celnego, a później placówka Straży Granicznej I linii „Wąchabno”.
W latach 1975–1998 miejscowość administracyjnie należała do województwa zielonogórskiego.